# Stanisław Ustupski
Stanisław Ustupski, né le 15 novembre 1966 à Zakopane, est un spécialiste polonais du combiné nordique.

## Biographie
Après ses débuts en Coupe du monde en janvier 1989 à Reit im Winkl, il obtient la semaine suivante son premier et seul podium à Breitenwang (2e). Il remporte une épreuve de la Coupe du monde B en 1992.

## Palmarès

### Jeux olympiques d'hiver
| Épreuve / Édition    | Albertville 1992 | Lillehammer 1994 |
| Individuel Gundersen | 8e               | 21e              |
| Par équipes          | —                | —                |

### Coupe du monde
- Meilleur classement général : 13e en 1989.
- 1 podium individuel : 1 deuxième place.

### Coupe du monde B
Stanisław Ustupski fut le premier polonais à remporter une victoire dans cette compétition, à Szczyrk, le 22 février 1992. Il compte également un podium, à Planica, le 16 décembre 1990, lors de la toute première épreuve de l'histoire de cette compétition.